# Fabrice Parme

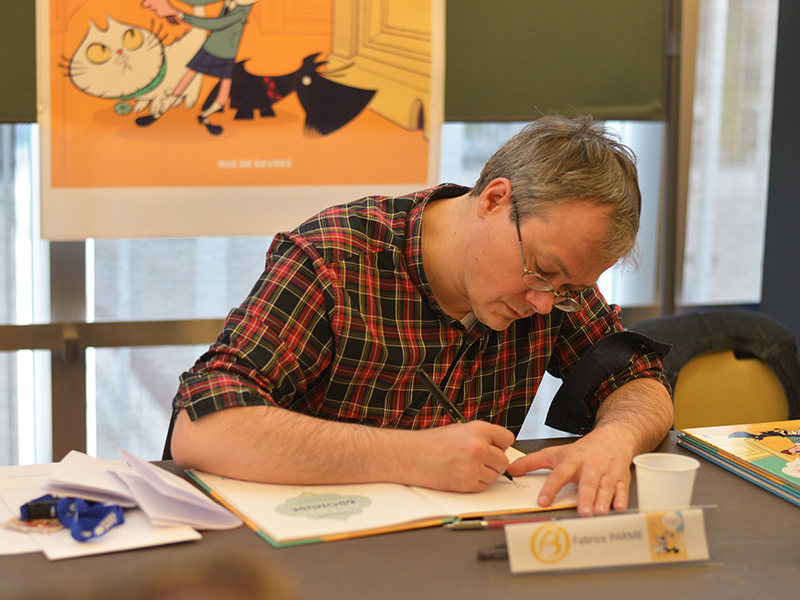
Fabrice Parme (2015)

Fabrice Parme (* 24. August 1966 in Laxou, Département Meurthe-et-Moselle, Frankreich) ist ein französischer Comiczeichner und Zeichner von Zeichentrickserien.

## Leben
Nachdem Parme die École Duperré in Paris besucht hatte, ging er auf die École européenne supérieure de l’image in Angoulême.
Später war er Produzent der Serie Die Piratenfamilie (Famille Pirate) und der Serie OVNI.
Er ist zudem Zeichner vom verschiedenen Comicserien. Mit Lewis Trondheim veröffentlichte er 2010 das Spirou-und-Fantasio-Spezialalbum Panik im Atlantik.
Mit Aude Picault wurde die Serie Die Piratenfamilie zu einem Comic adaptiert.

## Werke
- 1991: Walter Polo, 1 Band, erschienen bei Zenda
- 2001/2002: Venezia, mit Lewis Trondheim, 2 Bände, erschienen bei Dargaud
- 2001–2005: Le Roi Catastrophe, mit Trondheim, 9 Bände, erschienen bei Delcourt
- 2012/2014: Famille Pirate, mit Aude Picault, 2 Bände, erschienen bei Dargaud
- seit 2015: Astrid Bromur, 2 Bände, erschienen bei Rue de Sèvres
- 2004–2009: Les Enfants du Nil, mit Alain Surget, 15 Bände
- 2010: Spirou und Fantasio: Panik im Atlantik (Panique en Atlantique), mit Trondheim, erschienen bei Dargaud und im Carlsen Verlag